# Loxostirus zelenka
Loxostirus zelenka is een keversoort uit de familie beekkevers (Elmidae). De wetenschappelijke naam van de soort werd in 1996 gepubliceerd door Jäch & Kodada.